# Radulphius
Radulphius là một chi nhện trong họ Miturgidae.